# سیلویا جبیووت کیبت
سیلویا جبیووت کیبت (انگلیسی: Sylvia Jebiwott Kibet؛ زادهٔ ۲۸ مارس ۱۹۸۴) دونده دو استقامت زن اهل کنیا است.